# 滋賀県道7号大津停車場線
滋賀県道7号大津停車場線（しがけんどう7ごう おおつていしゃじょうせん）は、滋賀県大津市を通る県道（主要地方道）である。

## 概要
大津駅から大津市末広町を湖岸まで直線状に下り、浜町交差点（NTT西日本滋賀支点）で曲がって浜大津1丁目交差点に至る路線。

### 路線データ
- 起点：大津市末広町（JR西日本東海道本線 大津駅前）
- 終点：大津市浜大津1丁目（浜大津1丁目交差点、滋賀県道558号高島大津線交点）
- 延長：999 m[1]

## 路線状況
起点付近は7時から20時まで終点から起点方向の一方通行である。
終点付近の大津駅前ロータリー西側の交差点は2019年（平成31年）3月に整備され、現行の交通量が基準未満として信号機を設置していないが、大津市と地元住民は大津警察署に文章で信号機の設置を2回求めてきた。

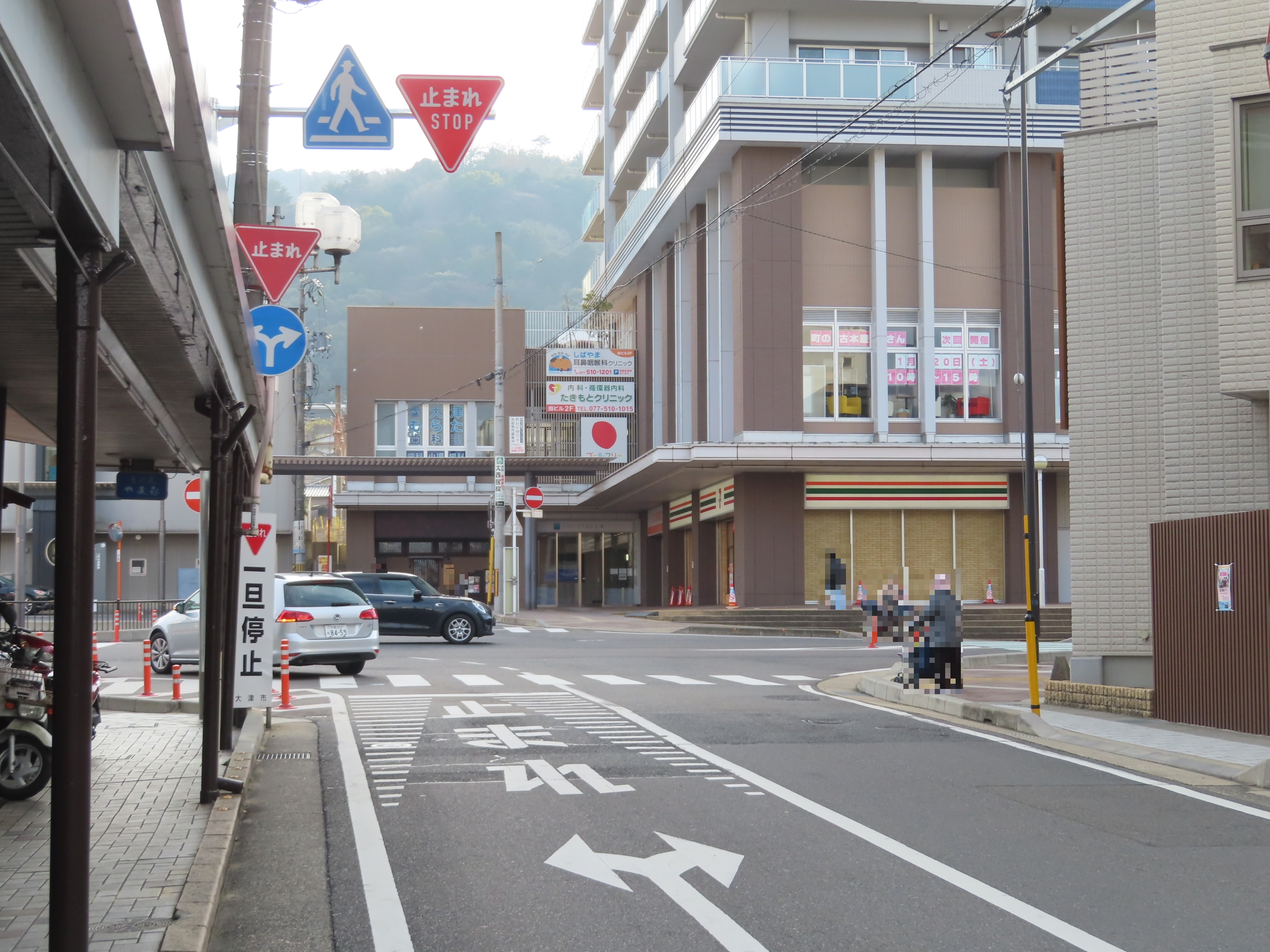
起点
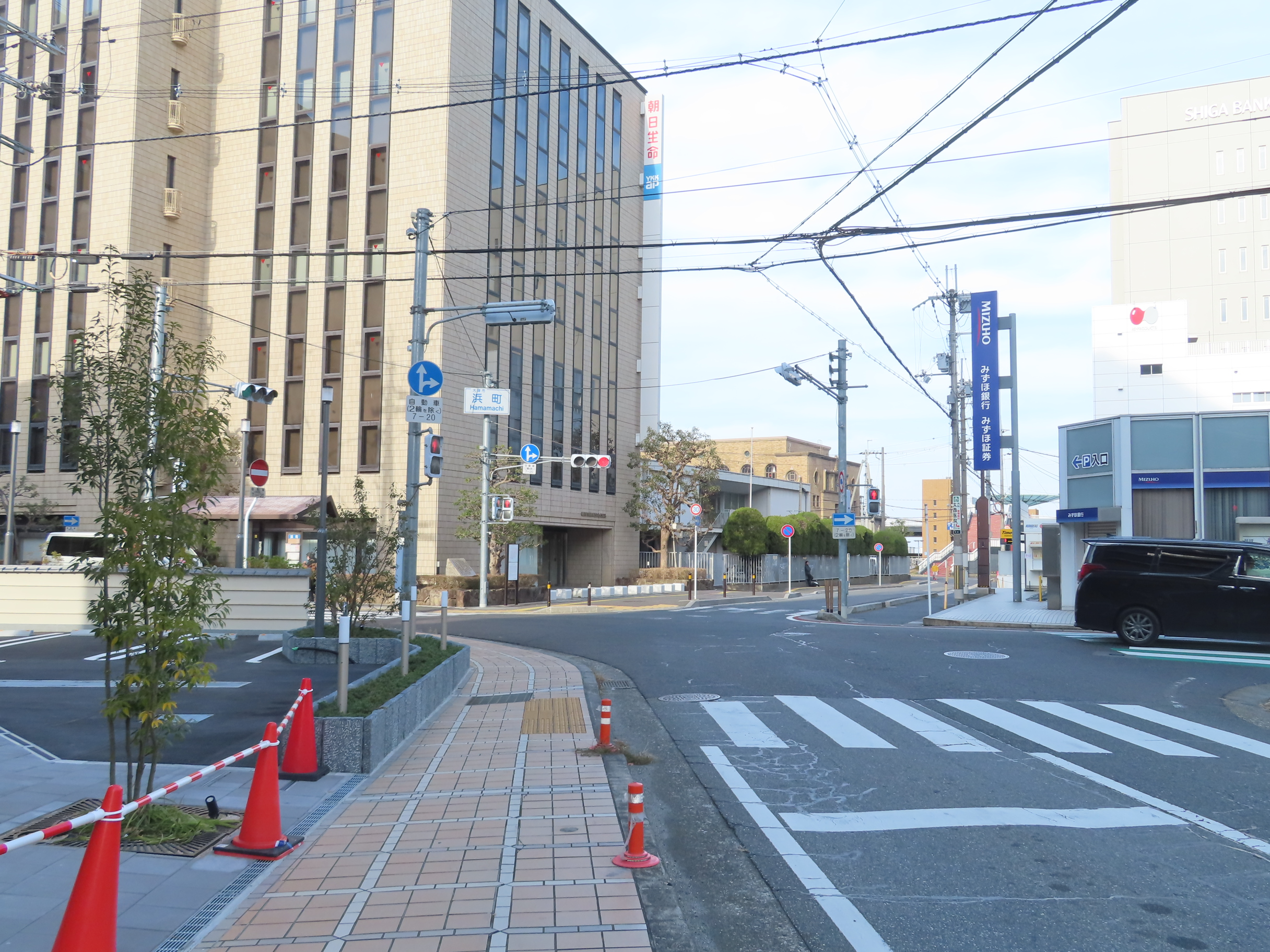
浜町交差点
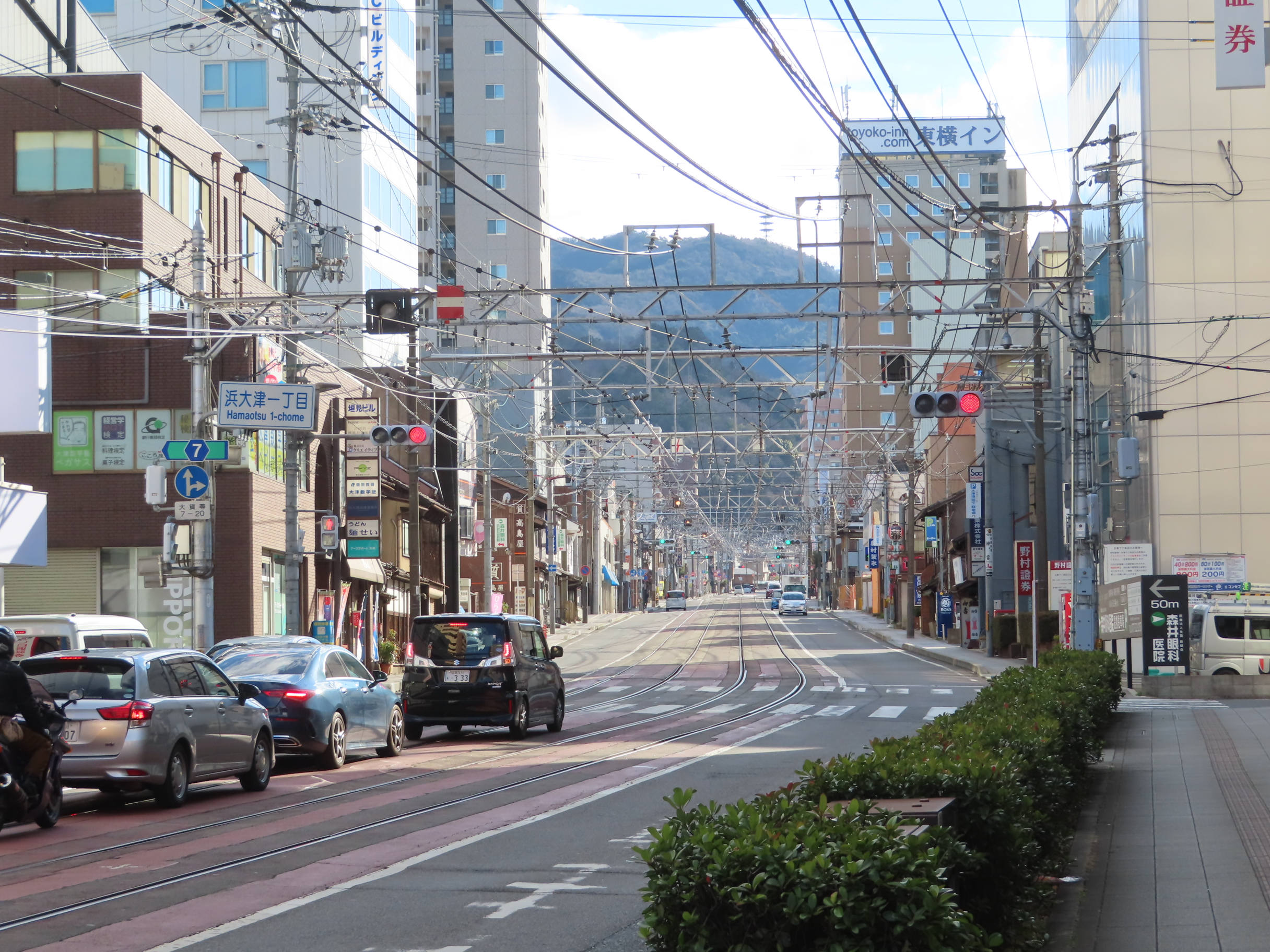
終点（浜大津一丁目交差点、滋賀県道558号高島大津線から撮影）

## 歴史
- 1954年（昭和29年）
  - 1月20日 - 建設省（現・国土交通省）が主要地方道に指定。
  - 9月6日 - 滋賀県が路線認定[3]。

## 地理

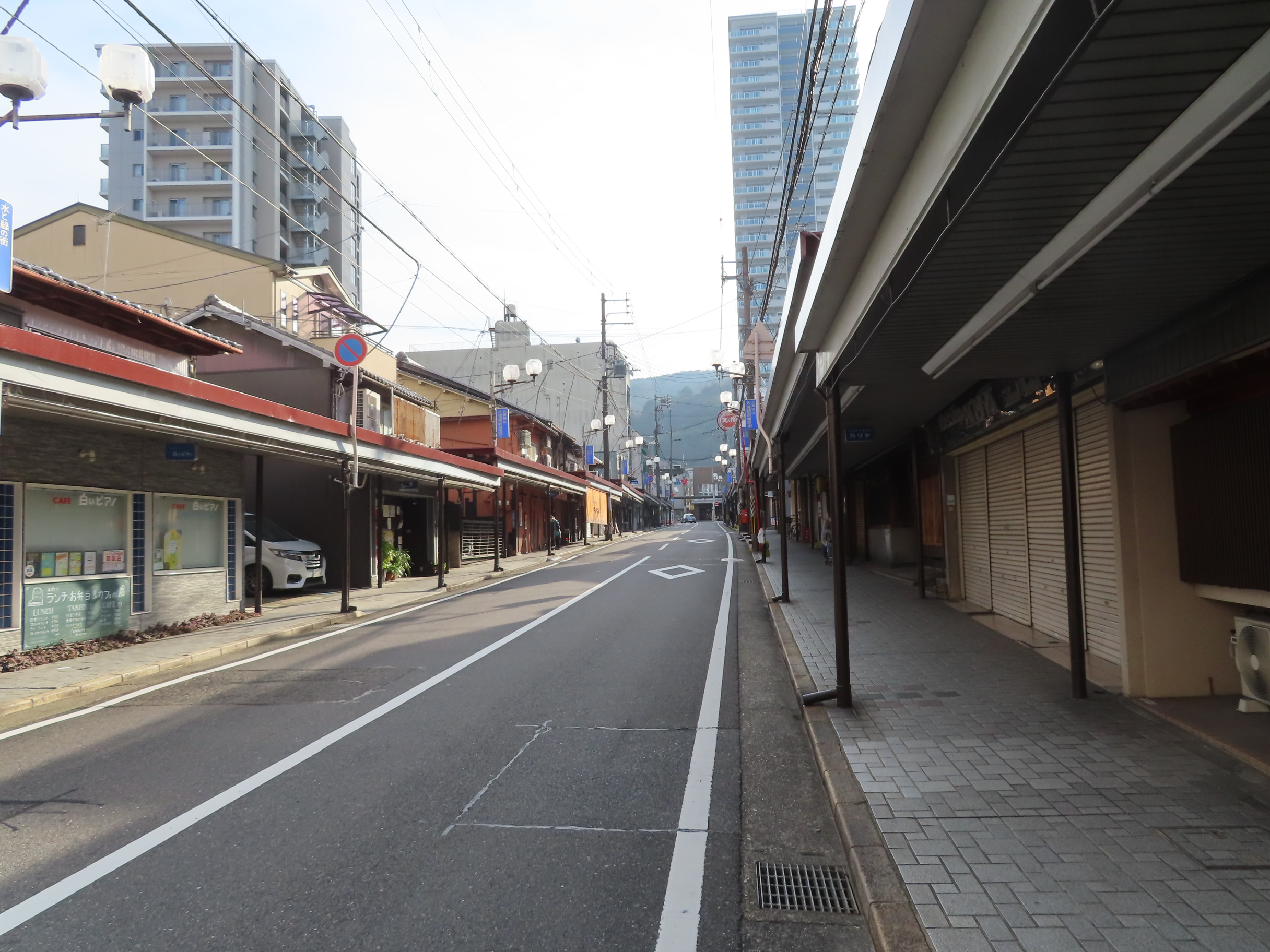
路線内の「大津駅前商店街」

### 通過する自治体
- 大津市

### 交差する道路
| 交差する道路            | 交差する場所 | 交差する場所             |
| ----------------------- | ------------ | ------------------------ |
| 滋賀県道558号高島大津線 | 浜大津1丁目  | 浜大津1丁目交差点 / 終点 |

### 沿線
- JR西日本東海道本線 大津駅
- 大津ステーションビル
- フレンドマート大津駅前
- 大津駅前郵便局
- 長寿寺
- 栄泉寺
- 八幡宮
- 丸屋町商店街
- 滋賀銀行 本店
- みずほ銀行 大津支店
- 京都信用金庫 滋賀支店
- NTT西日本 滋賀支店
- 大津市立図書館
- 京阪石山坂本線・京阪京津線 びわ湖浜大津駅